# П'єр Марі Вальдек-Руссо
П'єр Марі́ Рене́ Ерне́ст Вальде́к-Руссо́ (фр. Pierre Marie René Ernest Waldeck-Rousseau фр.: [pjɛʁ valdɛk ʁuso]; 2 грудня 1846, Нант, Франція — 10 серпня 1904, Корбей, Франція) — французький республіканський державний діяч, прем'єр-міністр Франції у 1899—1902 роках.

## Біографія

### Ранні роки
Народився у родині колишнього депутата від департаменту Нижньої Луари, що відігравав значну роль в Установчих зборах 1848—1849 р. Після закінчення юридичного факультету Університет Пуатьє Університету Пуатьє працював адвокатом в Ренні.

### Перший етап політичної кар'єри
Обраний в 1879 році в Палату депутатів від департаменту Іль і Вілен, він приєднався до Республіканського союзу і звернув на себе увагу пропозицією про перетворення магістратури, в якому виступив рішучим противником незмінності суддів. У кабінеті Гамбетти (з листопада 1881 до січня 1882 року) він отримав портфель міністра внутрішніх справ, а потім обіймав ту ж посаду в уряді Феррі (з лютого 1883 до березня 1885 року). Виступив автором Закону «Про створення професійних спілок» або закону Вальдека-Руссо, який дозволив створення у Франції профспілкових організацій та скасовував реакційний «Закон Ле Шапельє». Також отримав популярність як автор закону «Про покарання рецидивів злочинів».
Його політичні промови вийшли у світ у 1889 р. Потім на деякий час Вальдек-Руссо відійшов від політичного життя і на виборах 1889 р. навіть не виставив своєї кандидатури до парламенту.

### Адвокатська практика
Віддалившись від політичної діяльності в 1889 р., він займався виключно адвокатурою; в 1893 р. захищав інженера Густава Ейфеля. У 1897 році, будучи представником одного з кредиторів Терези Ембер, перший висловив підозру, що ніякої спадщини Крауфордів не існує і назвав всю справу «найбільшим шахрайством XIX століття»; він же, в 1899 році, вже як міністр, ліквідував цю справу, наказавши арештувати Емберів (справа Емберів).

### Другий етап політичної кар'єри
У 1894 році повернувся до політичної діяльності і був обраний сенатором. У січні 1895 року, при виборах президента республіки, на першому голосуванні отримав 180 голосів, після чого відмовився від кандидатури на користь Фелікса Фора. У 1898 році виступив засновником і президентом «Великого республіканського кола» (Le Grand Cercle Républicain), політичної структури, яка мала координувати республіканців-прогресистів.

### Справа Дрейфуса
Під час Справи Дрейфуса публічно відстоював його невинуватість. Коли уряд Дюпюї вніс у 1899 р. проєкт обмеження прав кримінальної палати касаційного суду на користь всього касаційного суду в повному його складі (проєкт, спрямований спеціально проти Дрейфуса), Вальдек-Руссо різко заперечував проти нього, приводячи як юридичні, так і політичні аргументи.

### Уряд Вальдека-Руссо
Коли в червні 1899 р. уряд Дюпюї впав внаслідок неприйняття ним поліцейських заходів для охорони президента Лубе, Вальдек-Руссо погодився сформувати кабінет, оскільки Раймону Пуанкаре зробити цього не вдалося. Одночасно обіймав посади міністра внутрішніх справ та у справах культів.
Склад кабінету виявився вкрай різнорідним: туди увійшов як генерал Гастон Олександр Огюст де Галіфе, відомий своєю жорстокістю при придушенні Комуни (пізніше замінений генералом Андре), і два соціалісти — Мільєран і Боден. Останнє було особливо дивовижно з боку Вальдека-Руссо, повсякчасного противника соціалізму. Уряду пророкували лише ефемерне існування, але воно протрималося цілих три роки і виявилося найдовговічнішим з усіх урядів Третьої республіки.
Свою роботу кабінет розпочав із «чистки» адміністрації та армії, замінюючи суддів, префектів, воєначальників (circulaire de Galliffet). Уряд закінчив справу Дрейфуса і, у зв'язку з ним, віддав під суд за звинуваченням у державній зраді Деруледа та його друзів, придушивши націоналістичну агітацію. При цьому уряд згуртував республіканців у боротьбі з клерикалізмом (закон про асоціації; фр. Association loi de 1901), були введені основи соціального законодавства: закони про працю жінок та дітей, закон Мільєрана-Колліара скорочував до одинадцяти годин щоденну працю і до 60 годин на тиждень для чоловіків; шляхом декретів введений 8-годинний день переважно казенних майстерень і заводів.
У сфері економіки проводилася класична політика, націлена на формування збалансованого бюджету шляхом скорочення державних видатків та збільшення доходів. Крім того, було скасовано акцизи з гігієнічних напоїв та на цукор, прийнято закон про мита на спадщину. Проте уряд не наважився внести на розгляд парламенту питання про запровадження прогресивної шкали оподаткування, за яку виступали партії, що входили до складу кабінету. Також було створено банк Credit Agricole та Управління сільськогосподарської інформації. У дебатах 1900 р. про імпорт та експорт пшениці й борошна уряд зберіг протекціоністські заходи.
У вересні 1899 р. було підписано декрет про створення регіональних трудових рад для роботи з представниками профспілок, включаючи робітників, проте його було скасовано Державною радою. Під час страйків уряд намагався поводитися примирливо; однак і при ньому траплялися криваві зіткнення військ зі страйкарями. Так, 2 червня 1900 р. кабінет відправив війська, щоб придушити страйк в Шалон-сюр-Сон, а на початку 1901 р. — в Монсо-ле-Мін.
Непрямим результатом діяльності уряду Вальдек-Руссо був розкол у лавах Соціалістичної партії. У 1901 р. для підтримки правлячого кабінету було засновано Демократичний республіканський альянс. У 1902 р. була ініційована реформа освіти, спрямована на модернізацію викладання гуманітарних наук та зближення початкової та середньої освіти, яка, незважаючи на запеклі дебати в парламенті, була реалізована.
У зовнішній політиці Вальдек-Руссо зміцнював франко-російський союз за допомогою секретної дипломатичної конвенції від 9 серпня 1899 р., яка передбачала підтримку Францією балканської політики Росії в обмін на підтримку Росією питання з Ельзасом-Лотарингією. У грудні 1900 р. також було підписано секретні угоди з Італією. У колоніальній політиці у квітні 1901 р. кабінет міністрів направив загін тіральєрів для придушення повстання в алжирському місті Маргеріт. У квітні 1900 р. була розбита армія Рабіха аз-Зубайра і Франція приєднала ряд суданських територій.
Вибори у травні 1902 р. дали уряду більшість; проте воно добровільно пішло у відставку (перший подібний приклад історії Французької республіки), вважаючи свою місію закінченою. Уряд Вальдек-Руссо протримався з 22 червня 1899 до 3 червня 1902 року.

### Завершення політичної кар'єри
Вальдек-Руссо привів Лівий блок до успіху на виборах до Палати депутатів у 1902 р., але, страждаючи від раку підшлункової залози, він подав у відставку 3 червня 1902 р. У тому ж році був обраний до складу Сенату. У 1902 р. був травмований в автомобільній аварії. Похований на цвинтарі Монмартр.

## Видані праці
Вибрані праці Вальдек-Руссо:
- «Discours parlementaires 1879-89» (П., 1889);
- «Discours politiques 1889-99» (П., 1899);
- «Questions sociales» (П., 1900);
- «Associations et congregations» (П., 1901);
- «La défense républicaine» (П., 1902);
- «Action républicaine et sociale» (П., 1903);
- «Politique française et étrangère» (П., 1904).

## Крейсер ВМФ Франції
На честь політика був названий крейсер «Waldeck-Rousseau», побудований в 1908 році. Під час Громадянської війни у Росії він був флагманом французької чорноморської легкої ескадри, у ньому розташовувався командний пункт контр-адмірала Дюменіля.